# Židovské ústřední muzeum
Židovské ústřední muzeum bylo jednou z podob, kterou na sebe vzalo pražské židovské muzeum v průběhu 20. století, konkrétně za mimořádně složitých a pohnutých podmínek během nacistické okupace Čech a Moravy během druhé světové války. V historii Židovského muzea v Praze představuje etapu naprosto zásadní pro podobu muzejních sbírek.

## Předpoklady: Osudy předválečných sbírek a ostatního židovského majetku
Přeměna prvotního pražského židovského muzea ve válečné Židovské ústřední muzeum nebyla nijak samozřejmá či automatická. Na podzim 1939 byl Spolek k založení a vydržování židovského muzea v Praze, podobně jako jiné židovské organizace, zrušen, avšak jeho sbírky přešly pod pražskou židovskou obec a bylo stále možné je navštívit. Pražská židovská obec byla podřízená nacisty zřízené Ústředně pro židovské vystěhovalectví (Zentralstelle für die jüdische Auswanderung, dále jen Ústředna) a naopak nadřízena ostatním protektorátním židovským obcím a jako taková byla odpovědná za organizaci mnohých aspektů života protektorátních Židů. Jedním z jejích orgánů byla také tzv. Treuhandstelle, která spravovala veškerý majetek pražských Židů, kteří odešli do transportů. Činovníci pražské židovské obce se rozhodujícím způsobem podíleli rovněž na vzniku a udržování Židovského ústředního muzea (ŽÚM).
Pro podobu stávajících i budoucích muzejních sbírek bylo zásadní, že pověřenec obce pro záležitosti finanční a právní František Friedmann vyjednal s Úřadem říšského protektora výjimku z povinnosti odevzdat cennosti pro židovské obce. To znamenalo, že v židovských obcích zůstaly liturgické předměty (často stříbrné) a pražská židovská obec si mohla ponechat fond pražského židovského muzea, který aktuálně vlastnila.
V září 1941 výjimka ztratila své původní opodstatnění, neboť židovské bohoslužby byly zakázány, obcím však jejich jmění odňato nebylo. Zřejmě v návaznosti na zákaz bylo v prosinci 1941 liturgické náčiní z pražských synagog svezeno do Obřadní síně pražského pohřebního bratrstva, čili do prostor pražského muzea, které tudíž přestalo být přístupné veřejnosti. Kulturní a školské oddělení pražské židovské obce, pod něž muzeum spadalo, si však na proměnu muzea ve skladiště stěžovalo, bedny byly přesunuty do Pinkasovy synagogy a na jaře 1942 se připravovalo znovuotevření muzea.
Přibližně v téže době navrhla brněnská celní správa zrušit výše zmíněnou výjimku z povinnosti odevzdat cennosti, a to kvůli sbírce mikulovského židovského muzea a dalším předmětům, které nalezla na brněnské židovské obci. Úřad říšského protektora však výjimku potvrdil a rozhodl o převozu mikulovské sbírky do Prahy. Za jeho rozhodnutím snad mohl stát také zájem Ústředny uhájit to, co považovala za vlastní záležitosti, před vměšováním jiných protektorátních orgánů, např. zmíněné celní správy či gestapa. Podobně motivované bylo i její rozhodnutí soustředit majetek židovských obcí na územních celcích spadajících pod Brno do tohoto města a následně převézt do Prahy, kde ho měla bezpečně pod kontrolou.

## Vznik Židovského ústředního muzea

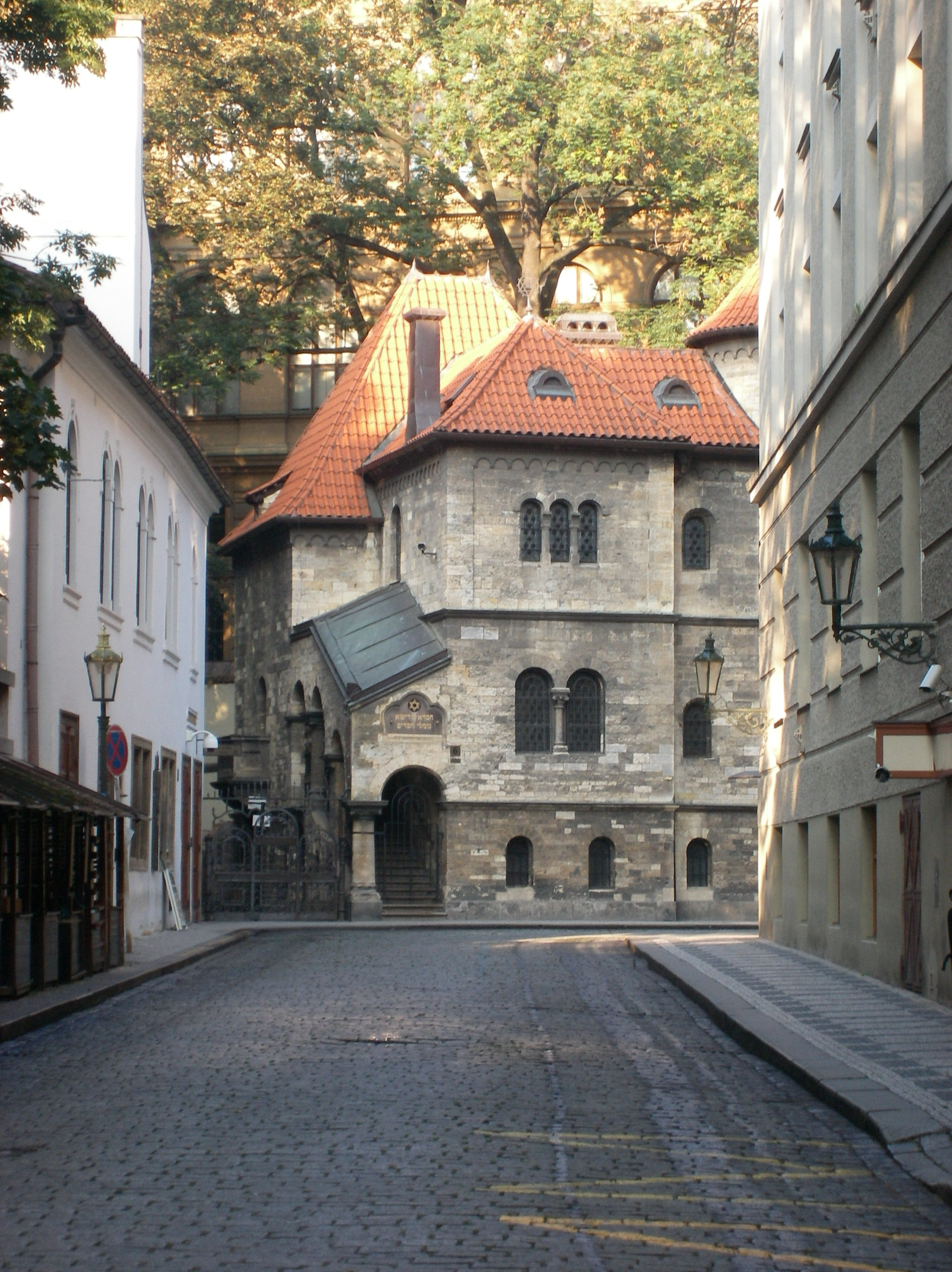
Budova Obřadní síně pražské chevra kadiša

26. května 1942 pověřil zástupce velitele Ústředny pražskou židovskou obec, aby obeslala ostatní obce se žádostí, aby zaslaly své historické knihy a jiné cenné předměty do Prahy. O dva dny později byl vydán příslušný oběžník. Do konce června mimopražské obce výzvě vyhověly, vcelku ochotně, neboť předpokládaly, že jejich drahocenný majetek bude takto ve větším bezpečí. Někdy v létě 1942 se na pražské židovské obci zrodila myšlenka, která se později zhmotnila v Židovském ústředním muzeu. Židovská obec se pravděpodobně snažila pro budoucnost zachovat majetek židovských obcí a muzeum přitom zřejmě chápala jako alespoň částečně přijatelné opodstatnění pro setrvání množství vzácných předmětů pod její správou. Vše totiž podnikala s vědomím a souhlasem Ústředny.
Členem skupiny, která plánovala podobu muzea, byl sám předseda pražské židovské obce František Weidmann, který se obrátil jakožto na odborníka na někdejšího ředitele Východoslovenského muzea v Košicích Josefa Poláka. Dále se na utváření podoby muzea podílely vůdčí postavy pražského a mikulovského židovského muzea Salomon Hugo Lieben a Alfred Engel, knihovník židovské obce a odborník na židovské písemnictví a dějiny Tobias Jakobovits, jakož i výtvarník a architekt spjatý mj. s Osvobozeným divadlem František Zelenka. Tito lidé měli zajisté naprosté pochopení pro záměry obce, v souladu se svou profesionální ctí se však zároveň snažili vytvořit muzeum, hodné toho jména.
Podle plánu z července 1942 měla pražská sbírka zůstat v Obřadní síni pohřebního bratrstva, přičemž v Klausové synagoze by jí sekundoval výběr nejpozoruhodnějších mimopražských artefaktů. Staronová synagoga měla být exponátem především sama o sobě, jenom s doplňkem o jejích dějinách. Ve Vysoké synagoze měly být na přání Ústředny vystaveny knihy, zatímco Pinkasova synagoga měla i nadále sloužit jako sklad a pracoviště věnující se konzervaci a administrativa měla sídlit v Židovské škole v Jáchymově ulici. V červenci si také budoucí muzeum přišla prohlédnout delegace z Ústředny. Také později měli mít pouze lidé z Ústředny možnost toto muzeum navštěvovat, případně zvát další hosty.
V srpnu 1942 se do celé záležitosti zásadním způsobem vložilo oddělení pražské židovské obce pro záležitosti venkova (tj. mimopražských obcí), když jeho vedoucí Karel Stein navrhl, aby byl do Prahy soustředěn a do fondu muzea zařazen veškerý movitý majetek mimopražských židovských obcí. Stein pro tento záměr získal souhlas Ústředny, ale jak, o tom není nic známo – snad poukazoval na uměleckou hodnotu tohoto majetku a Ústředna jeho argumenty přijala možná pod dojmem představy, že tak bude mít značné množství židovského majetku přímo pod kontrolou. Oběžník s příslušnými pokyny židovským obcím byl rozeslán 3. srpna. Nesmírné množství předmětů, které posléze začalo přicházet do Prahy, si žádalo pečlivou evidenci a katalogizaci, jak pro potřeby muzea, tak pro možnost pozdějšího navrácení. Nedocenitelnými se při tom ukázaly být zkušenosti Josefa Poláka. Ten také cílevědomě usiloval o to, aby byla do muzejního fondu přeřazována hlavně umělecká díla spravovaná Treuhandstelle. Muzeum tak získávalo zajímavé exponáty a taktéž se tím snížila pravděpodobnost, že budou dané předměty vyňaty z fondu Treuhandstelle proto, aby si je mohl přivlastnit některý z nacistů. Někdy koncem roku 1942 se muzeum oslovilo také jednotlivce, kteří ještě neodešli do transportů. Apelovalo na ně, aby muzeu svěřili to ze svého vlastnictví, co je historicky cenné a přispěli tak do mozaiky, vypovídající o židovských dějinách. Pro tyto jednotlivce to měla být mimo jiné také možnost, jak svůj majetek bezpečně uložit.

### Výstava knih ve Vysoké synagoze
Vedle zpracovávání budoucích součástí muzejních sbírek běžely také přípravy první, knihám věnované expozice ve Vysoké synagoze, jejíž prostory však bylo nutné poněkud přizpůsobit novému účelu. Plán instalace vytvářeli Salomon Hugo Lieben a Tobias Jakobovits. Kromě samotné výroby knih měla představit vzácné archiválie, knihy, které měly svou úlohu v liturgii, i hudebniny. Instalaci uzavírala ukázka, jak vypadá židovská studovna (bejt ha-midraš). Výstava byla dokončena 23. listopadu 1942 v prvotní podobě, ale v průběhu katalogizačních prací se nacházely další cenné knihy, které pak výstavu obohatily.
Ve zprávě za těch několik měsíců roku 1942, kdy válečné židovské muzeum fungovalo, doznal změn plán instalací. Ukázalo se, že Obřadní síň je pro instalaci věnovanou pražské židovské historii příliš malá a vlhká, mělo zde být tudíž vystaveno méně choulostivé stříbrné liturgické náčiní a „pražská“ instalace se měla přesunout do Pinkasovy synagogy. V Klausové synagoze mělo být představeno široké téma židovského kultického života. Po dokončení instalace ve Vysoké synagoze se začalo pracovat právě v Klausové synagoze.

### Instalace v Klausové synagoze

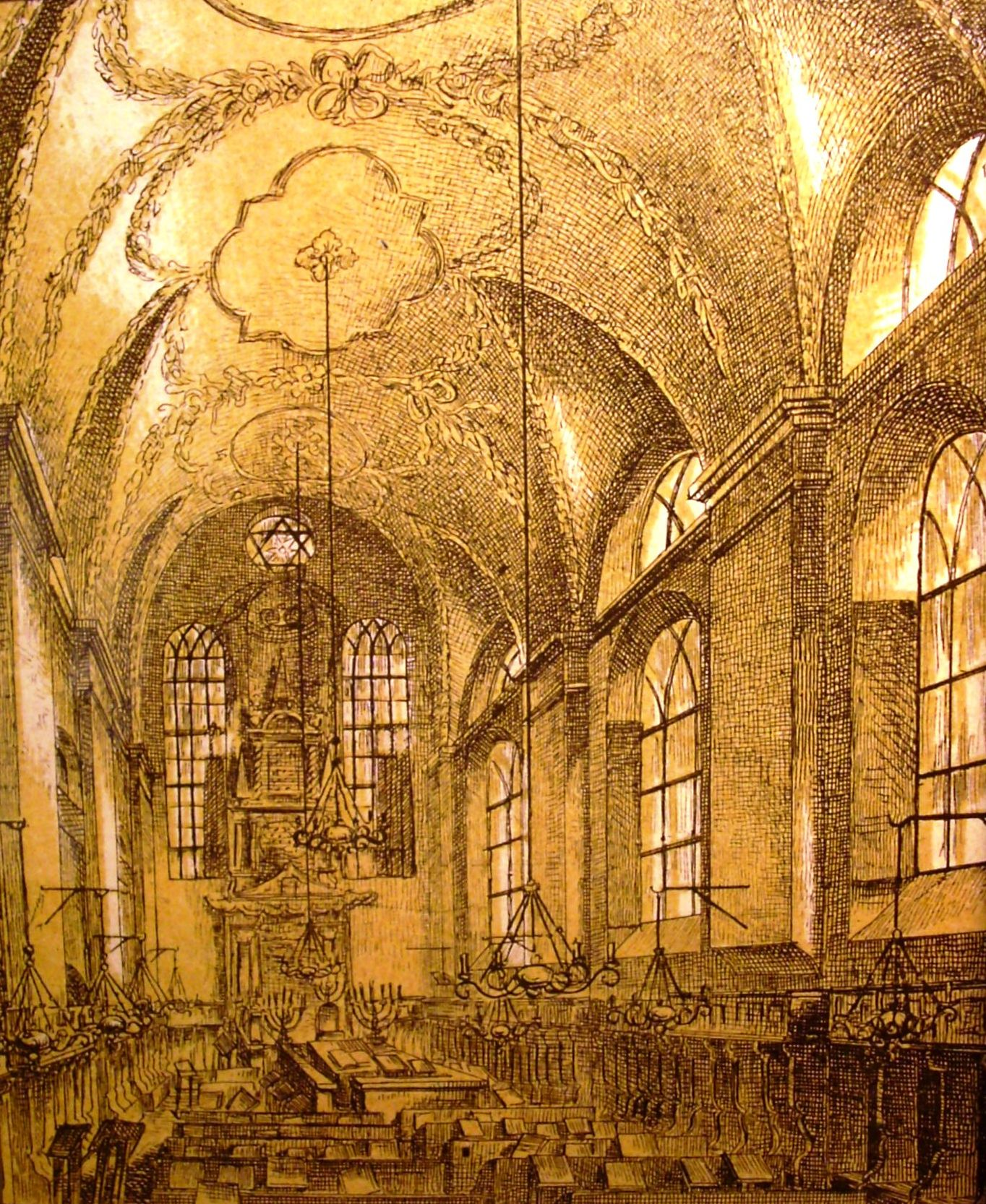
Interiér Klausové synagogy

V listopadu roku 1942 byly zahájeny práce na stavebních úpravách, počátkem roku následujícího pak byl představen koncept instalace. V ní měl být přiblížen židovský život ve své každodennosti i svátečních okamžicích, a to jak v rámci roku (šabat, Vysoké svátky, Sukot, Chanuka, Pesach), tak v rámci životaběhu jednotlivce. S první aspektem pak souvisela synagogální liturgie a architektura židovských památek a s druhým instituce starající se o lidi na konci života – Chevra kadiša. V dubnu byla instalace již hotová a Hans Günther, vedoucí Ústředny pro židovské vystěhovalectví, si ji přišel prohlédnout. Ač židovský život popisovala neutrálně, výrazně jej nekritizovala ani neostouzela, Günther k ní měl jen málo připomínek, vyžádal si například zařazení košer porážky, snad proto, že vzhledem ke svému antisemitismu tuto „barbarskou a krvelačnou“ praktiku očekával.
V Klausové synagoze se nacistický světonázor odrazil i jinak. Koncem roku 1943 byly v chodbě a na schodišti vystaveny obrazy, které nacisté pokládaly za příklady tzv. „zvrhlého umění“ (entartete Kunst).

### Instalace o Staronové synagoze
Že spolupracovníci muzea odcházeli do transportů a jejich místa museli zaujímat noví a nezkušení, ztěžovalo práci muzea soustavně, v létě a na podzim roku 1943 však byly do transportů zařazení důležití členové muzejního týmu, František Zelenka a Alfred Engel.
Instalace o Staronové synagoze byla poslední, která dospěla k dokončení. I tato starobylá budova kladla stavebníkům uzpůsobujícím její prostor pro muzejní instalaci i instalátorům samotným rozličné překážky, a tak byla instalace hotova až na jaře 1944. Zahrnovala příslušné liturgické náčiní a ztvárnění Staronové synagogy v umění a literatuře. Vyobrazení křesťanských památek, která měla představovat kontext této vzácné židovské gotické stavby, však Ústředna nakonec nedovolila použít.

### Výstava o pražském židovském osídlení
Příprava instalace o „historickém vývinu pražského židovstva“ v Pinkasově synagoze byla zahájena ještě před dokončením instalace v Klausové synagoze – výstava měla zahrnovat přehled historie pražských Židů od počátků až po 19. století, stylizovanou uličku ghetta, cheder (židovskou školu) a studovnu židovského učence (zařízenou vybavením z pozůstalosti náhle zesnuvšího Salomona Hugo Liebena). Práce však narazily na nejrůznější těžkosti technické, majetkoprávní i personální (výše uvedené deportace) a na podzim 1943 byly zastaveny.
Avšak ať již muzejní tým navzdory všem nesnázím vytčený cíl splnil anebo před svízelemi kapituloval, stávalo se stále reálnějším nebezpečí, že Ústředna dojde k názoru, že pracovní náplň zaměstnanců muzea je vyčerpána a že tito mohou být deportováni do ghett a koncentračních táborů. Kvůli těmto obavám nebyly opouštěny ani plány, u nichž muzejní tým dříve narazil na zdánlivě nepřekonatelné problémy. Na podzim roku 1943 tudíž Josef Polák navrhl, aby se „pražská“ instalace přece jen uskutečnila v původně zamýšleném prostoru, Obřadní budově pohřebního bratrstva. Její předností, dle v tomto odstavci naznačených kritérií, bylo, že vyžadovala rozsáhlejší, a tudíž časově náročnější rešerši než předchozí projekty. Podle konečného návrhu měla představit vývoj pražského židovského osídlení, židovské památky a významné osobnosti Prahy.
Jak se vyvíjela válečná situace, Praha byla ohrožena bombardováním a vyvstala otázka, zda by movitý majetek, který muzeum spravovalo, neměl být roztříděn na historicky cenný, a naopak postradatelný a podle toho distribuován do různě bezpečných úkrytů. Ve stanovisku Tobiase Jakobovitse se odráží, co bylo nejdůležitější úlohou muzea: Muzeum je podle něj odpovědné za všechny věci všem obcím, které mu je s důvěrou svěřily.
Třebaže se práce na instalaci v Obřadní budově rozběhly, od poloviny roku 1944 byly ochromovány těžkými ranami – v srpnu byl pro odbojovou činnost zatčen Josef Polák, v říjnu 1944 byl deportován Tobias Jakobovits a v únoru 1945 ještě Hana Volavková a další pracovníci. Po takové dekonstrukci muzejního týmu již nemohlo být ani řeči o odborné práci a pracovní ruch v se muzeu před koncem druhé světové války zcela zastavil.

## Poválečná situace
Po skončení druhé světové války se Židovské ústřední muzeum opět ocitlo ve svízelné situaci, a to v důsledku konfliktu oněch dvou výše zmíněných rolí, které během války hrálo: bezpečného úložiště a skutečného muzea. Uložený majetek se teoreticky měl zase vrátit původním majitelům. Na jedné straně mnozí lidé zahynuli a mnohé židovské obce z území protektorátu zanikly a o svůj majetek se již nemohli přihlásit. Na straně druhé se na muzeum obracely kromě obnovených českých a moravských židovských obcí také obce ze Slovenska, z pohraničí za války připojeného k Německu i ze zahraničí a prosily o liturgické předměty, aby mohly obnovit náboženský život. Kromě toho zde byl také pragmatický cíl židovské obce část muzejních sbírek zpeněžit a takto získané prostředky využít k bezodkladné pomoci zuboženým navrátilcům z ghett a koncentračních táborů, kteří neměli jak se zaopatřit sami. Stanovisko jediné přeživší odborné pracovnice válečného muzea Hany Volavkové s těmito nikoli zcela neoprávněnými požadavky kolidovalo. Hana Volavková měla za to, že muzejní sbírka má jako celek natolik jedinečnou vypovídací hodnotu, že nesmí být rozložena nepromyšlenými zásahy. Přitom mohla poukázat na objektivní skutečnost, že některé liturgické předměty jsou v tak špatném stavu, že nemohou nadále sloužit ke svému účelu a potřebují odbornou péči a zacházení.
Důležitou okolností této situace bylo, že muzeum tehdy nebylo samostatným právním subjektem, z právního hlediska vlastně vůbec neexistovalo. Od 8. června 1945 bylo společně s dalším židovským majetkem pod národní správou. O jeho dalším osudu bylo třeba jednat, Hana Volavková však díky svému nesmírnému úsilí nakonec do značné míry dosáhla svého.